# Ummidia zebrina
Ummidia zebrina là một loài nhện trong họ Ctenizidae. U. zebrina được miêu tả năm 1897 bởi Frederick Octavius Pickard-Cambridge.